# Commissione Grotte Eugenio Boegan
La Commissione Grotte “Eugenio Boegan” (CGEB) è la più antica associazione speleologica al mondo ancora in attività, nata nel 1883 come Comitato alle Grotte della Società degli Alpinisti Triestini.

Deve il suo nome ad Eugenio Boegan, che ne è stato il presidente per 35 anni.

## Storia

### Nascita
Nel clima liberal-nazionale della seconda metà dell'Ottocento due studenti triestini, Oddone Zenatti e Antonio Marcovich, organizzarono alcuni incontri, che ebbero luogo nella sede della Società Operaia, con quattro intellettuali della città per formalizzare la costituzione di una società alpinistica.

Il 23 marzo 1883 si riunirono a congresso 98 alpinisti e in tale data venne formalmente istituita la Società degli Alpinisti Triestini, comprendente secondo lo statuto due comitati operativi: il Comitato Escursionisti e il Comitato alle Grotte.

Nel 1886 il Comitato alle Grotte si ridefinì Commissione Grotte; nello stesso anno anche la Società degli Alpinisti cambiava nome in Società Alpina delle Giulie (SAG), ancor oggi sezione del CAI di Trieste.

## Attività
Oltre all'attività di esplorazione, rilievo e studio dei vari fenomeni legati all'ambiente ipogeo, la CGEB prende parte ogni anno a progetti e collaborazioni con altri enti per fini di esplorazione, ricerca e divulgazione. La CGEB redige e pubblica regolarmente una rivista scientifica, Atti e memorie, e un'appendice semestrale, Progressione.

La CGEB inoltre, con la Società Alpina delle Giulie gestisce la Grotta Gigante sul Carso triestino.